# Acrilo

Esrutura do grupo acrilo

Em química orgânica, o grupo acrilo é o grupo funcional com estrutura H2C=CH-C(=O)-; é o grupo acilo derivado do ácido acrílico. Compostos contendo um grupo acrilo podem ser referidos como "compostos acrílicos".
Um composto acrílico é tipicamente um compostos carbonilos α,β-insaturados: ele contém uma ligação dupla carbono-carbono e uma ligação dupla carbono-oxigênio, separada por uma ligação simples carbono-carbono. Eles têm portanto as propriedades características de ambos os grupos: 
- na ligação C=C: adição eletrofílica de ácidos e halogênios, hidrogenação, hidroxilação e clivagem da ligação
- na ligação C=O: substituição nucleofílica (tal como nos ésteres) ou adição nucleofílica (tal como nas cetonas). O grupo carboxila de ácido acrílico pode reagir com amônia para formar acrilamida, ou com um álcool para formar um éster acrilato.

Em adição, desde que ambas as ligações duplas são separadas por uma ligação simples C-C, as ligações duplas são um conjugado.